# Historia de Andorra
Las primeras menciones del territorio que formaría Andorra datan del siglo I a. C.
El territorio fue incorporado más tarde al Imperio Romano como parte de la provincia Hispania Tarraconense, creada en 27 a. C. a la cual perteneció incluso tras la creación del reino visigodo. Después de la conquista musulmana, los valles andorranos fueron parte de la Marca Superior de Al Ándalus. Este territorio fue el escenario de la lucha entre francos y andalusíes hasta la invasión de Carlomagno, fecha tradicional de la independencia de Andorra (año 788).
El primer documento conservado en el cual se nombra a Andorra es el acta de consagración de la catedral de Urgel, del siglo IX, donde se señala que Andorra era un feudo del condado de Pau. 
El 27 de enero de 1133, el conde Armengol VI de Urgel cedió  sus bienes y derechos  en los valles de Andorra al obispo de Urgel. Con posterioridad, los diferentes conflictos bélicos obligaron al obispo a someterse a la protección de la casa Caboet, cuyo heredero era el Conde de Foix. En 1278, y debido a numerosas disputas, se firmó el Paréage entre el obispo de Urgel y el conde de Foix, un documento de reconciliación con el que surgió la institución del coprincipado. En 1288 se firmó el segundo Paréage.
En los paréages se firmaba un acuerdo de cosoberanía entre el obispo de Urgel y el conde de Foix. Andorra pagaba un tributo feudal al conde de Foix y al obispo de Urgel. Se discute la naturaleza constitucional de los Paréages y, de hecho, algunos autores[¿quién?] los consideran la primera constitución europea; sin embargo, la naturaleza de esta concordia entre el conde de Foix y el obispo de Urgel parece relacionarse más con uno de tantos acuerdos y concordias feudales que con una constitución en sentido contemporáneo.
El Parlamento actual, llamado Consejo General (en catalán, Consell General), se constituyó en 1419, con la creación de lo que entonces se llamó el Consell de la Terra (en castellano, 'Consejo de la Tierra').

## SiglosXVIIIyXIX

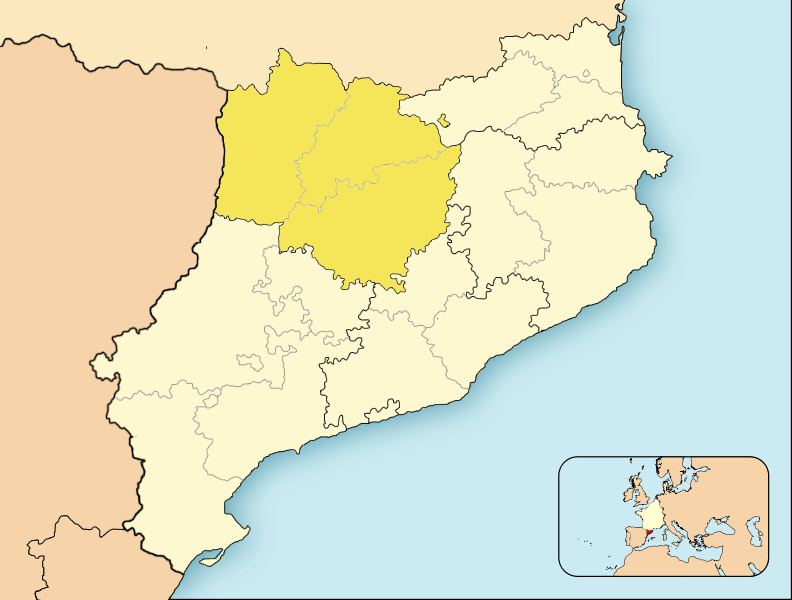
Andorra en el Imperio Napoleónico (1812-1814).
Departamento del Segre (Département du Sègre)

A comienzos del siglo XVIII, Andorra se mantuvo neutral en la guerra de sucesión española. En 1715, el obispo de Urgel, Simeón de Guinda, dictó diversas normas en las que se indicaba a los Cónsules de los Valles de Andorra no obedecer ninguna orden que no fuera expedida por el rey de Francia.
En 1748, Antoni Fiter i Rossell, doctor en derecho y natural de Ordino, recopiló los usos y costumbres de Andorra en el Manual Digest. En este libro transcribió todo aquello que guardaban los archivos andorranos.
En 1789, el estallido de la Revolución francesa colocó a Andorra entre dos potencias enfrentadas, Francia y España. Los revolucionarios franceses se negaron a mantener el paréage por su origen feudal y quedó interrumpido, suspendiendo también las relaciones con Francia y la percepción de los tributos de la Qüestia. En 1794, en plena guerra con España, un destacamento francés penetró hasta Soldeu en un intento de ocupar la Seo de Urgel. Una representación andorrana fue a Puigcerdá y convenció al general Chabret de que renunciara a aquella operación. En 1806, Napoleón restableció la tradición feudal y los derechos de coseñorío de Francia sobre el Principado de Andorra.
Entre 1812 y 1814, cuando el Imperio francés se anexionó nominalmente Cataluña y la dividió en cuatro departamentos (Segre, Ter, Montserrat y Bocas del Ebro), Andorra formó parte del distrito de Puigcerdá, dentro del departamento del Segre.
Durante las guerras carlistas sucedidas a lo largo del siglo XIX en España, Andorra sirvió de refugio tanto para liberales como para carlistas.
En 1866, un noble y rico propietario andorrano, Guillem d'Areny-Plandolit, encabezó una reforma en las instituciones de gobierno, la Nova Reforma. Esta reforma de las instituciones concedió una limitada participación de los cabezas de familia en el gobierno del país. El Consejo General se compuso, a partir de entonces, de 24 consejeros elegidos por los síndicos. En 1866 la reforma fue aceptada por el obispo de Urgel, y en 1869 por el copríncipe francés Napoleón III.
A finales del siglo XIX y principios del XX, las dificultades económicas obligaron a muchos andorranos a emigrar.

## SigloXX

### Una discreta modernización
Hasta el siglo XX, Andorra fue un territorio muy aislado, rural, con condiciones de vida muy duras y un régimen político de corte feudal con instituciones y leyes más bien propias de la Edad Media.
En 1914 se construyó la primera carretera que comunicaba Andorra con el extranjero, en concreto con España (Seo de Urgel). En 1933 se completó el trazado hasta Pas de la Casa, en la frontera con Francia.
En 1928 el Gobierno español creó un servicio postal con Andorra. Francia lo haría tres años después.
En 1929 se crearon en la comuna de Les Escaldes las primeras instalaciones de generación eléctrica, que empezaron a funcionar en 1934. La energía producida fue, inicialmente, exportada en su casi totalidad. A principios del siglo XXI sigue siendo la única central eléctrica del país, aunque solo aporta un 20 % del consumo interno.

### Ocupación francesa
El 17 de junio de 1933, el Consejo General de Andorra, presionado por unas manifestaciones populares, acordó el sufragio universal masculino para los andorranos, que hasta entonces estaba limitado a los «cabezas de familia». El derecho de voto se establecía a los 25 años, y las mujeres no lo obtendrían hasta 1970.
El Tribunal de las Cortes consideró esta decisión una desobediencia a los copríncipes y destituyó al Consejo General. No obstante esto, sus miembros se negaron a abandonar el cargo.
El presidente de la República Francesa, como copríncipe de Andorra y tras la demanda del obispo de Seo de Urgel, envió el 8 de agosto un destacamento de la gendarmería para restablecer el orden. El destacamento, comandado por el coronel René Baulard, se retiró el día 9 de octubre de 1933. Jaume Sansa Nequi, nombrado Veguer por Justí Guitart Vilardebó en el año 1933, siguió siéndolo durante todo el mandato de Ramón Iglesias Navarri y de Ramón Malla Call, y hasta marzo de 1972 con Joan Martí Alanis.
El período en que desempeñó sus funciones de Veguer Episcopal del Principado de Andorra fue de los más difíciles de la historia andorrana. Por un lado, la precaria economía rural y ganadera del país, vino a convertirse en una economía de mercado conocida internacionalmente, con una de las mayores rentas per cápita de Europa. Por otro lado, tuvo que sobrevenir a los complejos problemas repercutidos en Andorra, derivados de los conflictos bélicos en que se vieron involucrados los países vecinos a causa de la guerra civil española y la Segunda Guerra Mundial.

### Rey Borís I de Andorra
En 1934, el ruso Borís Skósyrev, con la promesa de riqueza y mejoras para una Andorra rural y atrasada, se propuso como rey al Consejo General. El 8 de julio la propuesta obtuvo la aprobación del Consejo General. Rápidamente, el obispo de Seo de Urgel y Copríncipe de Andorra Justino Guitart y Vilardebó lo desautorizó y solicitó la intervención de España. El gobierno de la República española envía once días después al Principado un grupo de guardias civiles (un sargento y cuatro agentes) que detuvieron al ruso y lo llevaron a Barcelona y posteriormente a Madrid, donde fue juzgado y expulsado a Portugal.
En 1935 se concedió la primera emisora de radio, "Radio Andorra".

### Andorra durante la guerra civil española y la Segunda Guerra Mundial
A raíz de la guerra civil española, desde julio de 1936 y hasta junio de 1940 (fecha de la rendición de Francia frente al Ejército alemán) hubo un destacamento francés en Andorra, comandado nuevamente por el coronel René Baulard, para prevenir ataques del gobierno del general Franco. Las tropas de Franco, poco después de haber ocupado Gerona y haber llegado a la frontera francesa, llegaron a la frontera andorrana en febrero de 1939. El buen entendimiento entre el comandante Aguirre, el síndico Cairat y el coronel Baulard, con quienes se entrevistó en el puente fronterizo, garantizó la neutralidad de Andorra en el conflicto.
En 1937, Andorra sufrió unas graves inundaciones.
Durante la Segunda Guerra Mundial, Andorra se mantuvo neutral. En 1944, un destacamento de gendarmes franceses (sin acuerdo con el obispo de la Seo) y una agrupación de guardias civiles se establecieron en Andorra, pero no se produjo ningún enfrentamiento destacado entre ambas fuerzas, que permanecieron en el Principado hasta 1945.
En 1958, Andorra firmó un tratado de paz con Alemania. Andorra había sido olvidada en el Tratado de Versalles, por lo que los dos países habían estado legalmente en guerra hasta entonces.
El 18 de octubre de 1943 se produjo la última ejecución realizada en tierras andorranas a un condenado a muerte. En Andorra se utilizaba el garrote vil. La dureza de este modo de ejecución, original del siglo XVII, afectó mucho a la población, lo que probablemente influyó en la abolición de la pena capital.

### Años 1950 a 1970
En los años 1960 se produjo un fuerte salto en la vida de los andorranos de la mano del comercio (favorecido por su condición de paraíso fiscal y por el contrabando) y el turismo, desarrollándose instalaciones deportivas para la práctica del esquí. En 1968 se creó la Caixa Andorrana de Seguretat Social y en 1976 el Instituto de Estudios Andorranos.
La necesidad de mano de obra producida por el éxito económico provocó una fuerte inmigración procedente de España y, en menor medida, de Portugal. Según la extremadamente restrictiva ley de adquisición de la nacionalidad vigente entre 1939 y 1995, sólo podían disponer de nacionalidad andorrana aquellas personas nacidas en Andorra cuyo padre era de nacionalidad andorrana y residente en el país. Esta norma, aparte de ser considerada discriminatoria para las mujeres (pues a los hijos de andorranas y extranjeros se les negaba la nacionalidad, mientras que a los hijos de andorranos y extranjeras se les permitía adquirirla), hizo que a partir de los años 1950 el número de no nacionales superase a los de nacionalidad andorrana. A partir de los años 1960, el porcentaje de nacionales andorranos se convirtió en muy minoritario; además, sólo podían votar los nacionales andorranos, varones y mayores de 25 años. En 1970 aprobó la rebaja de la edad para votar a los 21 años y se permitió votar a las mujeres, aunque la discriminación hacia la población que no disponía de la nacionalidad se acentuó. Se aplicó en las elecciones que tuvieron lugar el 15 de diciembre de 1971.
En 1967 el copríncipe Charles de Gaulle visitó el Principado. En 1973 se produjo el primer encuentro entre los dos copríncipes desde el siglo XIII, Georges Pompidou y el obispo Joan Martí Alanis. 
En 1978 la parroquia de Las Escaldas-Engordany se segregó de la de Andorra la Vieja, convirtiéndose así en la séptima parroquia civil del Principado.

## Evolución actual
El 14 de enero de 1982 entró en funciones el primer gobierno de Andorra, separándose por primera vez el poder legislativo del ejecutivo. Ese mismo año se produjeron unas graves inundaciones que dejaron incomunicado al Principado y provocaron un gran número de muertos y heridos. 
A principios de los años 1990, Andorra firmó un convenio con la Comunidad Económica Europea y se aprobó un nuevo código penal, mientras que la población siguió aumentando rápidamente.
El 14 de marzo de 1993, se aprobó en referéndum la segunda Constitución escrita de su historia (la primera fue la creada por Borís Skósyrev aunque nunca se aplicó). Dicha constitución desarticuló las últimas reminiscencias feudales del gobierno de Andorra, al declarar al pueblo andorrano como único soberano del Estado. El poder de los copríncipes se redujo y se creó un sistema de gobierno parlamentario de corte moderno. El 28 de julio de ese mismo año, Andorra entró como miembro de pleno derecho en la Organización de las Naciones Unidas.
En 1995 se creó la Andorra Televisió (ATV) y se reformó la ley de adquisición de la nacionalidad, que siguió siendo muy restrictiva pero sin llegar a los extremos de la norma de 1939. Con esta nueva ley, pueden adquirir la nacionalidad andorrana los nacidos en Andorra, si uno de sus dos padres dispone de la nacionalidad, ha nacido en el país y tiene en él su residencia permanente o uno de su progenitores puede justificar su residencia principal y permanente en el país en los dieciocho años anteriores al nacimiento (reducido a diez años en una modificación de ley realizada en 2004). Pueden, además, solicitarla el resto de las personas nacidas en Andorra y los extranjeros que hayan vivido en el país durante más de 25 años (20 años desde el 2004) y superen un "examen de integración", donde deben demostrar sus conocimientos en catalán y en cultura, historia, instituciones y tradiciones andorranas; además, deben perder su nacionalidad anterior. A raíz de esto, la proporción de ciudadanos con nacionalidad andorrana aumentó a finales de los años 1990, especialmente entre 1998 y 1999. Durante el siglo XXI este porcentaje se ha estabilizado en torno al 36 %. Cabe destacar que el 28 de julio de 1993, Óscar Ribas Reig, pronunció el primer discurso en catalán, con motivo del ingreso del Principado de Andorra en la ONU, y el 24 de octubre de 1995, Marc Forné, pronunció el segundo, también en catalán, con motivo de la 50.ª Asamblea General.
A los habitantes de Andorra que no disponen de la nacionalidad andorrana se les niega el derecho al voto y el derecho a presentarse a elecciones. También tienen restringida su participación en los sindicatos, cuyos órganos ejecutivos deben estar dominados por andorranos, aun siendo minoría en el mundo laboral. Además, los no nacionales no pueden ser presidentes de una empresa privada, ni disponer de más del 33% de su capital social. Estas limitaciones en los derechos básicos de los residentes en Andorra han sido criticadas por su carácter discriminatorio y su anacronismo y constituyen seguramente el mayor problema que afecta a la estabilidad interna y al bienestar social de Andorra.
En 1997 se creó la Universidad de Andorra y en 2002 el Principado adoptó el euro como moneda oficial, al mismo tiempo que Francia y España. La bonanza económica de Andorra ha continuado durante los primeros años del siglo XXI, seguida de un amplio crecimiento demográfico, habiendo superado la cota de 80 000 habitantes en 2006.
Las elecciones andorranas de 2001 dieron la mayoría absoluta al derechista Partido Liberal de Andorra. Las siguientes, celebradas el 24 de abril de 2005, dieron la mayoría relativa a este mismo partido, ocupando la presidencia del gobierno Albert Pintat.
Tras las elecciones generales celebradas el 25 de abril de 2009, salió elegido para la presidencia Jaume Bartomeu (PS).